# Nová vlna (soutěž)
Nová vlna (rusky Но́вая волна́, (Novaja volna), anglicky New Wave) je každoročně konaná mezinárodní pěvecká soutěž mladých zpěváků populární hudby.
V letech 2002 až 2014 soutěž probíhala v lotyšské Jurmale, od roku 2015 se koná v Soči. Za zakladatele Nové vlny jsou považováni skladatelé Igor Krutoj a Raimonds Pauls. "Múzou" je zpěvačka Alla Pugačova, která na soutěži předává i svou osobní cenu.
V různých letech na Nové vlně vystoupili např. Dima Bilan, Polina Gagarina, Tina Karol, Robin Thicke a jiní umělci z mnoha států světa. Českou republiku zde v roce 2007 reprezentoval Sámer Issa a skončil na 12. místě.

## Vítězové soutěže
| Rok  | Země               | Zpěvák                |
| ---- | ------------------ | --------------------- |
| 2002 | Rusko              | Smash!!               |
| 2003 | Rusko              | Anastasija Stockaja   |
| 2004 | Lotyšsko           | «Cosmos»              |
| 2005 | Lotyšsko           | Intars Busulis        |
| 2006 | USA                | Angelina La Rous      |
| 2007 | Moldavsko          | Natalja Gordienko     |
| 2008 | Gruzie             | «Georgia»             |
| 2009 | Indonésie Ukrajina | Sandi Sondoro Džamala |
| 2010 | Arménie            | Sona Šachgeldjan      |
| 2011 | USA                | Jayden Felder         |
| 2012 | Rusko              | Niloo                 |
| 2013 | Kuba               | Roberto Kel Torres    |
| 2014 | Gruzie             | Nuca Buzaladze        |
| 2015 | Chorvatsko         | Damir Kedžo           |
| 2016 | Chorvatsko Itálie  | Dino Valter Ricchi    |